# Сердюков, Сергей Сергеевич
Серге́й Серге́евич Сердюко́в (род. 10 апреля 1981, Ипатово, Ставропольский край, СССР) — российский футболист, нападающий.

## Карьера
Восписанник ставропольского футбола. В 2000—2001 годах выступал за местное «Динамо», после чего перешёл в «Спартак-Кавказтрансгаз». 2002 год провёл в клубе «Кавказкабель». В 2003 году подписал контракт с махачкалинским «Динамо». Согласно некоторым источникам, 17 октября 2005 года после матча «Динамо» — «Анжи» (4:2) произошла драка между футболистами команд, которую спровоцировали Сердюков и Лахиялов. В 2006—2008 годах провёл 80 матчей и забил 4 гола в Премьер-лиге, защищая цвета нальчикского «Спартака», «Томи» и «Терека». В марте 2009 года перешёл в «Анжи» на правах аренды, которая завершилась в середине сезона. 31 августа был дозаявлен в состав «Носты». В феврале 2010 года перешёл в КАМАЗ. В 2012 году пополнил ряды «Газовика». В сезоне 2013/14 защищал цвета «Тюмени». В 2015 году подписал контракт с «Динамо-ГТС». Завершил карьеру в 2018 году в ставропольском «Динамо».

## Достижения
- Победитель Второго дивизиона (3): 2003 (зона «Юг»), 2012/13 (зона «Урал-Поволжье»), 2013/14 (зона «Урал-Поволжье»)

## Личная жизнь
Жена — Светлана, сестра-близнец Ларисы, жены Романа Павлюченко.